# Kleinwinkelstreuung unter streifendem Einfall

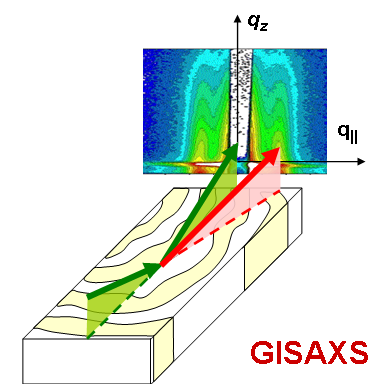
GISAXS-Streuungsgeometrie: Der einfallende Strahl trifft unter einem kleinen Winkel nahe dem kritischen Winkel der totalen externen Röntgenreflexion auf die Probe. Sowohl der intensive reflektierte Strahl als auch die intensive Streuung in der Einfallsebene werden durch eine stabförmige Strahlblende abgeschwächt. Die diffuse Streuung an der Probe wird mit einem Flächendetektor aufgezeichnet. Als Beispiel ist die Streuung an einem PSPB-Blockcopolymerfilm mit senkrechten Lamellen in der Detektorebene dargestellt. Die beiden Streuungskeulen entsprechen der lateralen Lamellenperiode von etwa 80 nm.

Kleinwinkelstreuung unter streifendem Einfall (engl. grazing-incidence small-angle scattering, GISAS) ist eine physikalische Messtechnik zur Untersuchung von dünnen Schichten und Grenzflächen.
Gebeugt wird entweder Röntgenstrahlung (... x-ray scattering, GISAXS) oder Neutronenstrahlung (GISANS).
Die Methode ist verwandt mit der Reflektometrie, der Kleinwinkelstreuung an Volumenproben und ganz besonders mit der Diffraktometrie unter streifendem Einfall.